# Paralimnophila (Paralimnophila) stolida
Paralimnophila (Paralimnophila) stolida is een tweevleugelige uit de familie steltmuggen (Limoniidae). De soort komt voor in het Australaziatisch gebied.